# Mesochorus fennicus
Mesochorus fennicus är en stekelart som beskrevs av Schwenke 1999. Mesochorus fennicus ingår i släktet Mesochorus och familjen brokparasitsteklar. Inga underarter finns listade i Catalogue of Life.